# Цаган Ташу
Цаган Ташу (калм. Цаhан Ташу) — сельский населённый пункт в Ики-Бурульском районе Калмыкии, в составе Кевюдовского сельского муниципального образования.

## Название
Название посёлка можно перевести как белый склон (калм. Цаhан - белый и калм. Ташу - склон; косогор; откос; пологость; покатость; наклонная нора)

## История
Дата основания не установлена. Посёлок обозначен на карте Генштаба СССР 1984 года.

## География
Посёлок расположен на южном склоне балки Улан-Зуух в 9 км к юго-востоку от посёлка Кевюды.

## Население
| 2002 | 2010 | 2012 |
| ---- | ---- | ---- |
| 51   | ↘50  | →50  |

Национальный состав
Согласно результатам переписи 2002 года большинство населения посёлка составляли даргинцы (70 %)